# (15851) Chrisfleming
(15851) Chrisfleming (1996 AD10) – planetoida z grupy pasa głównego asteroid okrążająca Słońce w ciągu 4,39 lat w średniej odległości 2,68 j.a. Odkryta 13 stycznia 1996 roku.